# 普雷蒙特雷
普雷蒙特雷（法語：Prémontré，法語發音：[pʁemɔ̃tʁe]）是法国上法蘭西大區埃纳省的一个市镇，属于拉昂区。

## 地理
普雷蒙特雷（49°32'25"N, 3°24'50"E）面积8.33 平方千米，位于法国上法蘭西大區埃纳省，该省份为法国北部内陆省份，北起北部省，西接索姆省和瓦兹省，东临阿登省和马恩省，西南至塞纳-马恩省，东北部与比利时接壤。
与普雷蒙特雷接壤的市镇（或旧市镇、城区）包括：巴索勒欧莱尔、布朗库尔-昂洛努瓦、弗雷讷苏库西、圣戈班、塞普沃、维西尼库尔、塞西耶尔-叙济。

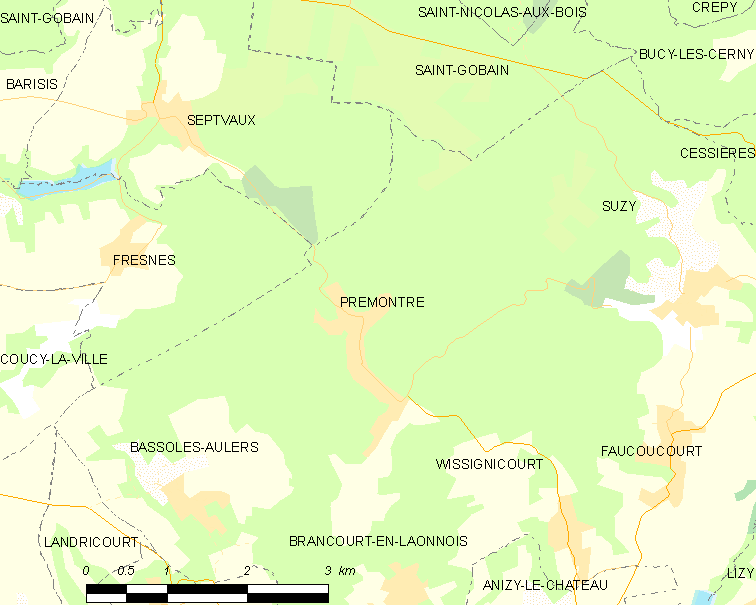
普雷蒙特雷的OSM定位图

普雷蒙特雷的时区为UTC+01:00、UTC+02:00（夏令时）。

## 行政
普雷蒙特雷的邮政编码为02320，INSEE市镇编码为02619。

## 政治
普雷蒙特雷所属的省级选区为拉昂第一县。

## 人口

1962-2008年间普雷蒙特雷人口变化图示

普雷蒙特雷于2022年1月1日时的人口数量为596人。